# Richard Dadd
Richard Dadd (Chatham, 1 de agosto de 1817 – Londres, 7 de janeiro de 1886) foi um pintor inglês da era vitoriana, conhecido por seus quadros de duendes, fadas, criaturas sobrenaturais, pintados com atenção obsessiva aos detalhes.

## Biografia
Dadd nasceu em Chatham, Medway na região de Kent, filho de um boticário. Seu talento para o desenho ficou evidente desde muito jovem, e ele foi admitido na Royal Academy of Arts em Londres aos vinte anos. Juntamente com William Powell Frith, Augustus Egg, Henry O'Neil e outros, fundou o grupo The Clique, do qual era considerado a personalidade principal.
Desde cedo começou a expor as suas criações: Titania adormecida e Puck datam deste período, testemunhando a sua paixão por Shakespeare e em particular por Sonho de uma noite de verão.
Em julho de 1842 , Sir Thomas Phillips, advogado e ex-prefeito de Newport, selecionou Dadd como desenhista para acompanhá-lo em uma expedição pela Europa à Grécia, Turquia e Palestina com destino final ao Egito. Em novembro daquele ano, eles passaram duas semanas cansativas na Palestina, saindo de Jerusalém pelo deserto de Engadi até a Jordânia. No final de dezembro, durante o passeio de barco pelo Nilo, Dadd sofreu uma trágica mudança de personalidade e teve alucinações pensando que estava sob a influência do deus egípcio Osíris, a quem ele havia feito de seus aposentos em Londres um santuário, tornando-se cada vez mais temperamental e violento. Sua condição inicialmente sugeria insolação.
Em seu retorno na primavera de 1843 , ele foi diagnosticado com insanidade e a família o levou para o vilarejo de Kent em Cobham para se recuperar. Em agosto do mesmo ano, durante uma caminhada pacífica no campo, Dadd assassinou seu pai Robert com uma faca, acreditando que ele era um príncipe das trevas disfarçado e inimigo de sua divindade, Osíris. Ele então fugiu para a França e, a caminho de Paris , tentou matar outro viajante com uma navalha, mas foi dominado e preso pela polícia. Em Julho de 1844, durante uma audiência em Rochester, Dadd confessou o assassinato de seu pai e, ao retornar, foi encaminhado para o State Criminal Lunatic Asylum of Bethlem Royal Hospital em Bethlem.
Dadd argumentou que a tarefa de defender Osíris havia sido sugerida a ele pela Esfinge, que havia sussurrado algumas sílabas misteriosas para ele. Não se sabe exatamente do que ele sofria, mas geralmente era considerado uma forma de esquizofrenia ou, alternativamente, supunha-se que fosse o distúrbio que hoje chamamos de psicose bipolar ou maníaco-depressiva. Dois de seus irmãos ficaram igualmente doentes, e uma irmã foi cuidada por um assistente pessoal.
Depois de passar vinte anos em Bethlem, em julho de 1864, Dadd foi transferido, talvez por motivos de superlotação, para o hospital Broadmoor nos arredores de Londres. Aqui permaneceu, sempre pintando e recebendo poucas visitas, até 7 de janeiro de 1886 , quando faleceu de doença pulmonar.

## Obras
No asilo foi autorizado a continuar pintando e aqui criou muitas de suas obras-primas, incluindo sua pintura mais famosa: The Fairy Feller Master-Stroke pintado a óleo em uma tela de 54cm x 39,5cm na qual trabalhou por nove anos entre 1855 e 1864 e agora exposto na Tate Gallery. Também da década de 1950 são as trinta e três aquarelas intituladas Sketches to Illustrate the Passions, que incluem Grief or Sorrow, Love e Jealousy, mas também Agony-Raving Madness e Murder. Como muitas de suas pinturas, elas são executadas em miniatura e os personagens que retratam têm, como característica, olhos arregalados e olhos extraordinariamente fixos. Fadas, duendes, gnomos, elfos, o mundo de Dadd é feito de pequenas criaturas, encaixando-se na corrente chamada pintura de fadas dentro da história da pintura vitoriana.
No internamento pintou também paisagens e marinhas, como as aguarelas O porto de Stragglin de 1861 com uma atmosfera etérea e impalpável e A paragem do artista no deserto, esta última referente a uma viagem ao Oriente Médio com um auto-retrato sobre a direita, encontrada em 1987 , apresentada à BBC por Peter Nahum durante um popular programa de antiguidades e depois vendida ao Museu Britânico por £ 100 000. O uso da miniatura no detalhe mascara a verdadeira fonte de inspiração: Dadd não pintou a partir da vida, mas baseado exclusivamente na memória e na imaginação ou, ocasionalmente, em cadernos de viagem.

## Galeria

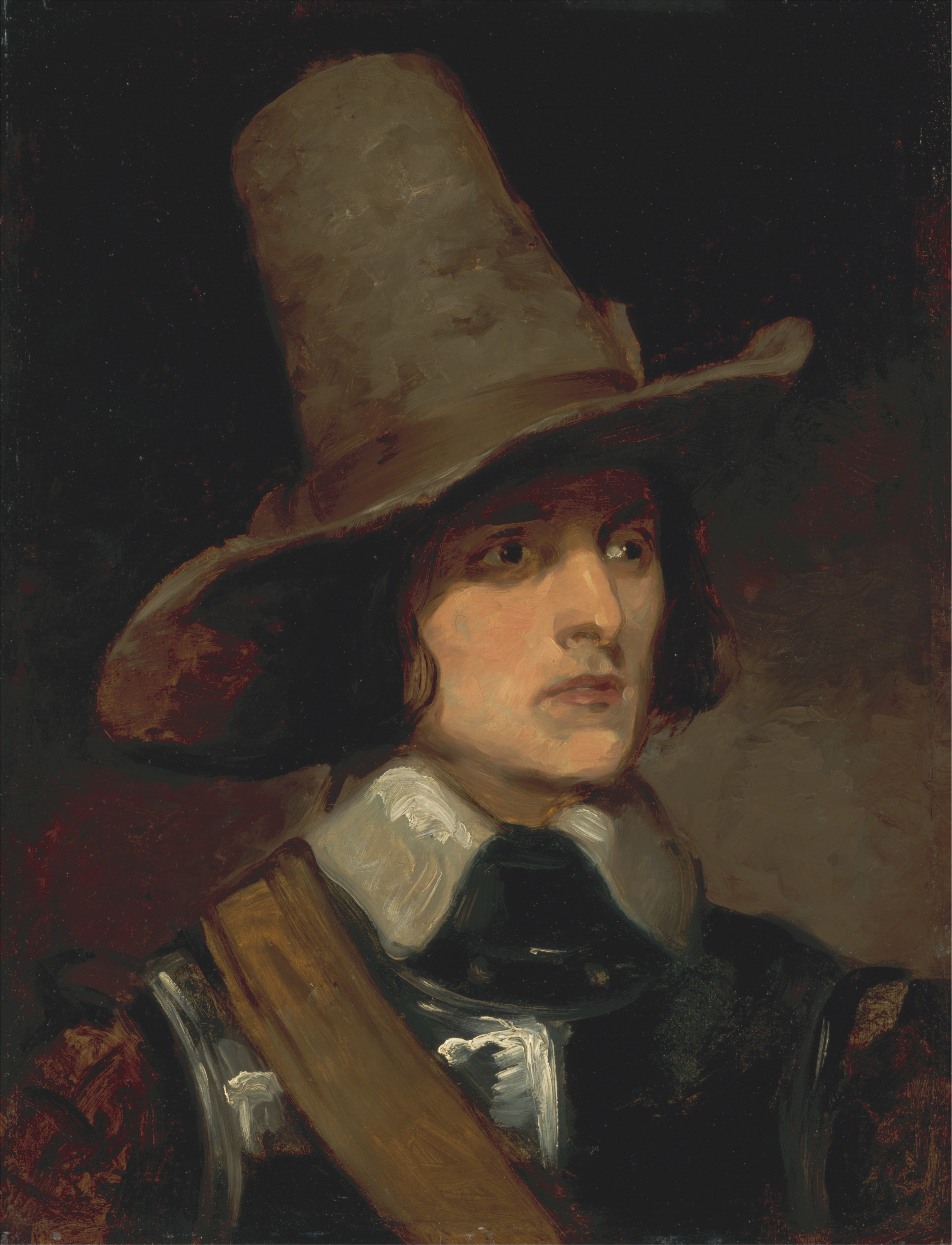
Augustus Egg, entre 1838 e 1840
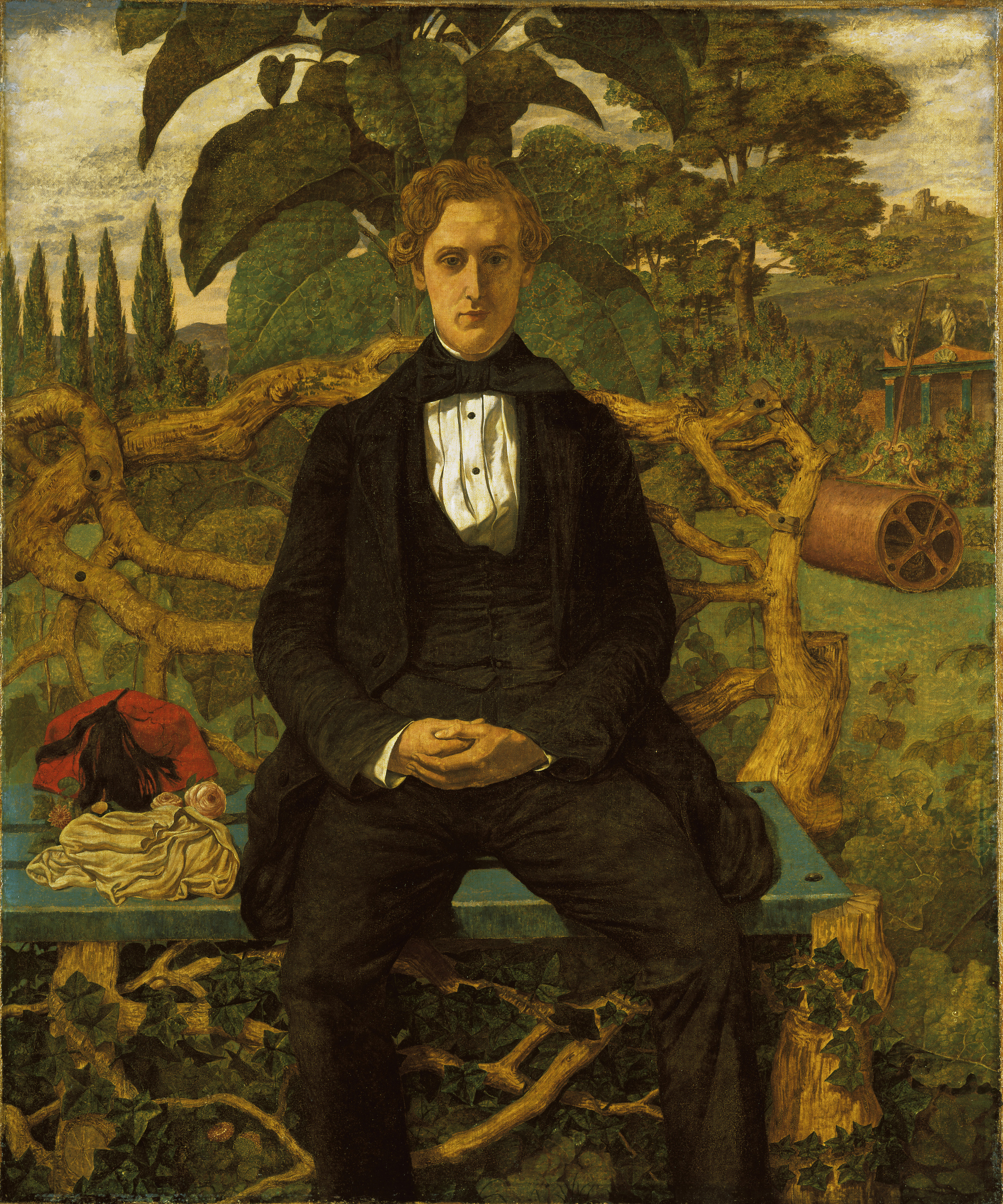
Retrato de um jovem, 1853
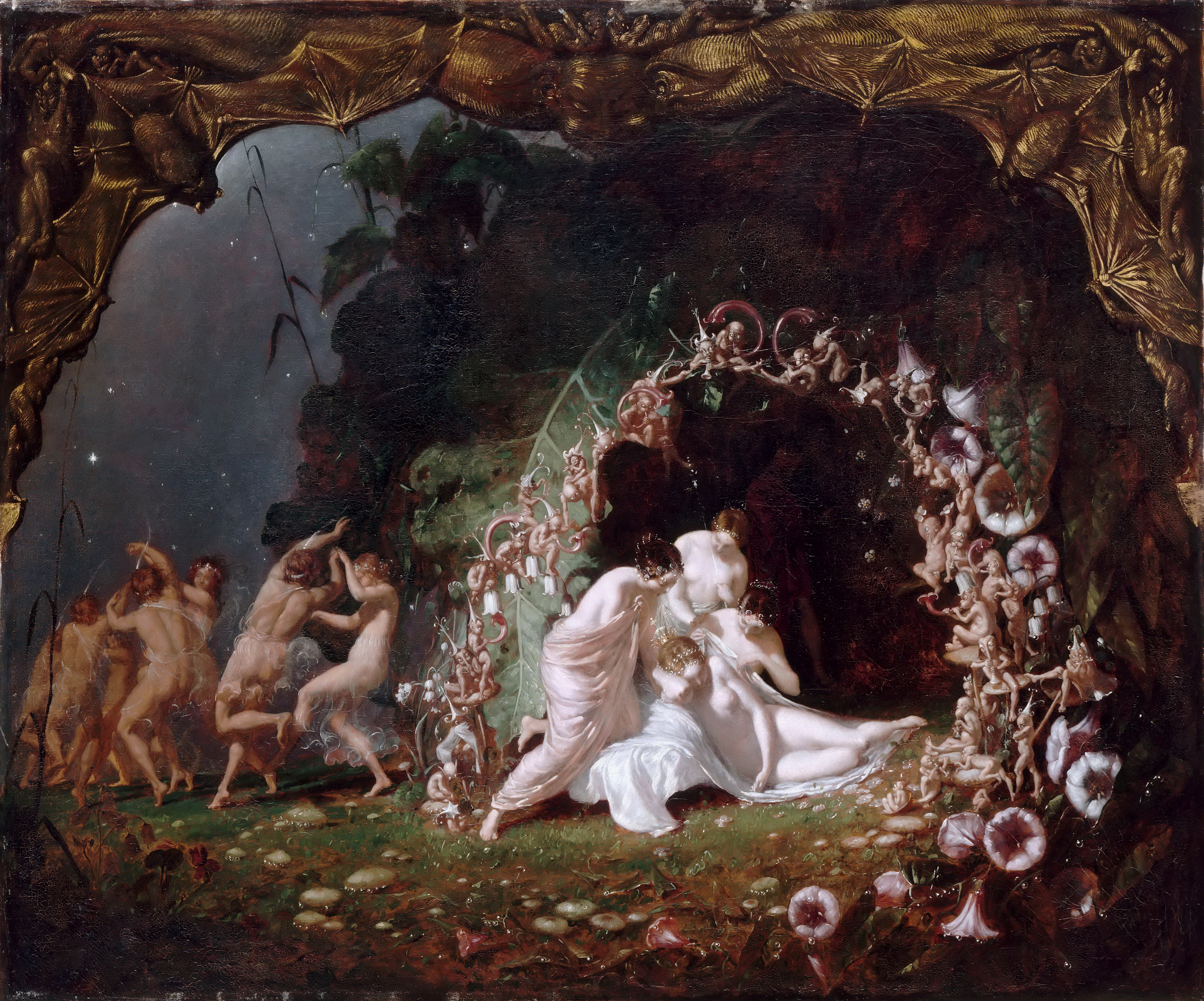
Titânia dormindo
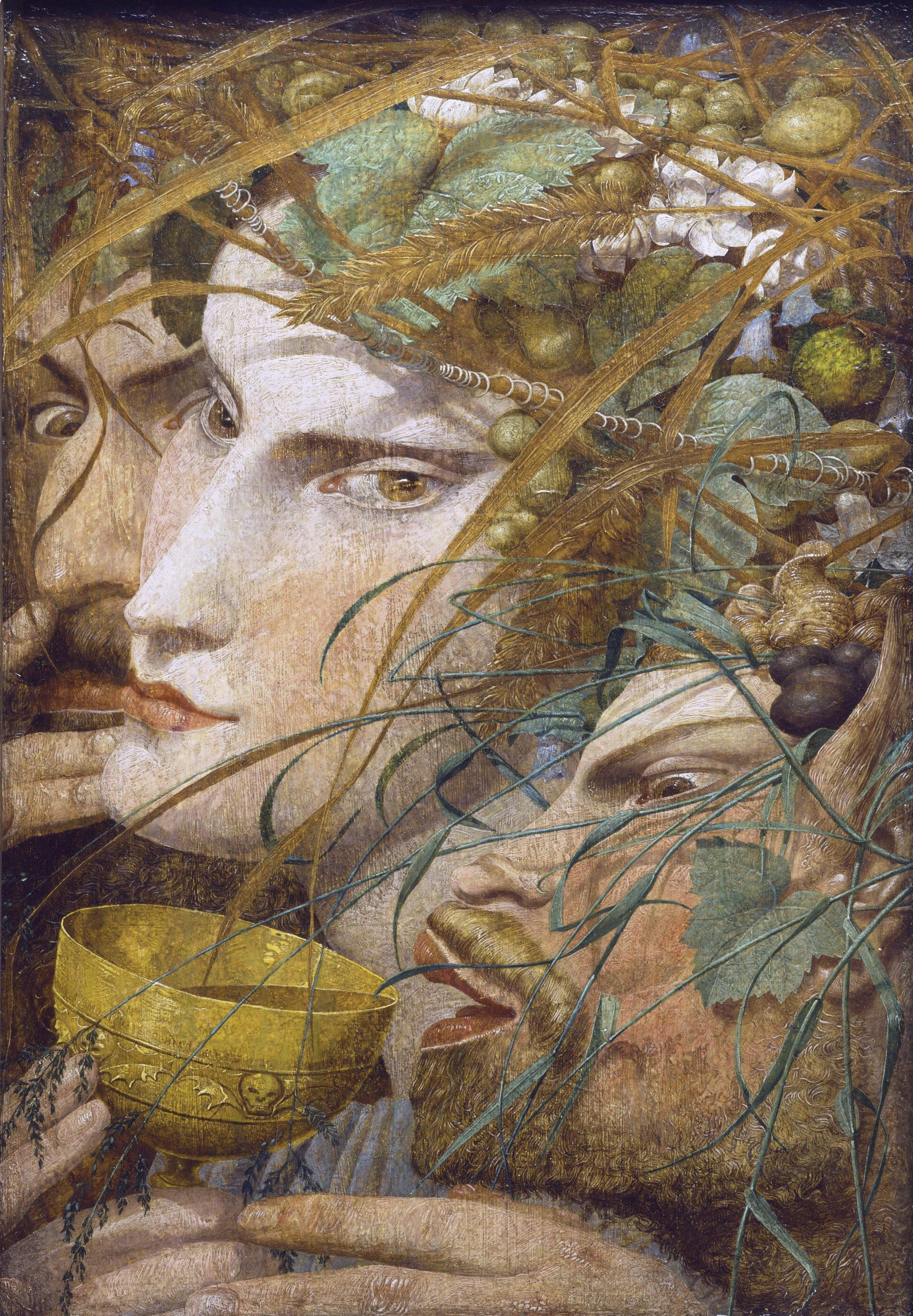
Cena bacanal, 1862